# Acacia orbifolia
Acacia orbifolia é uma espécie de leguminosa do gênero Acacia, pertencente à família Fabaceae.